# Pouxeux
Pouxeux település Franciaországban, Vosges megyében. Lakosainak száma 1952 fő (2022. január 1.). Pouxeux Saint-Nabord, Arches, Archettes, Éloyes, Jarménil és Raon-aux-Bois községekkel határos.

## Népesség
A település népességének változása:
| Lakosok száma | 2004 | 1994 | 2030 | 1992 | 1993 | 1980 | 1968 | 1959 | 1952 |
|               | 2013 | 2015 | 2016 | 2017 | 2018 | 2019 | 2020 | 2021 | 2022 |